# فرنسيس سايمور ستيفنسون
فرنسيس سايمور ستيفنسون (بالإنجليزية: Francis Seymour Stevenson)‏ هو سياسي بريطاني وبريطاني (وحمل سابقاً جنسية المملكة المتحدة لبريطانيا العظمى وأيرلندا)، ولد في 24 نوفمبر 1862، وتوفي في 9 أبريل 1938. حزبياً، نشط في الحزب الليبرالي.

## مناصب
- في الانتخابات العمومية البريطانية 1885 [الإنجليزية]‏، انتخب عضو برلمان المملكة المتحدة الـ23 عن دائرة Eye (UK Parliament constituency) [الإنجليزية]‏ (4 ديسمبر 1885 – 26 يونيو 1886).
- في الانتخابات العمومية البريطانية 1886 [الإنجليزية]‏، انتخب عضو برلمان المملكة المتحدة الـ24 عن دائرة Eye (UK Parliament constituency) [الإنجليزية]‏ (1 يوليو 1886 – 28 يونيو 1892).
- في الانتخابات العمومية البريطانية 1892 [الإنجليزية]‏، انتخب عضو برلمان المملكة المتحدة الـ25 عن دائرة Eye (UK Parliament constituency) [الإنجليزية]‏ (4 يوليو 1892 – 8 يوليو 1895).
- في الانتخابات العمومية البريطانية 1895 [الإنجليزية]‏، انتخب عضو برلمان المملكة المتحدة الـ26 عن دائرة Eye (UK Parliament constituency) [الإنجليزية]‏ (13 يوليو 1895 – ).
- في الانتخابات العمومية البريطانية 1900 [الإنجليزية]‏، انتخب عضو برلمان المملكة المتحدة الـ27 عن دائرة Eye (UK Parliament constituency) [الإنجليزية]‏ ( – 8 يناير 1906).
- في الانتخابات العامة في المملكة المتحدة 1906 [الإنجليزية]‏، انتخب عضو برلمان المملكة المتحدة الـ28 عن دائرة Eye (UK Parliament constituency) [الإنجليزية]‏ (12 يناير 1906 – 19 مارس 1906).